# 利維烏·德拉格內亞
利維烏·尼古拉·德拉格內亞（羅馬尼亞語：Liviu Nicolae Dragnea；發音：[ˈlivju nikoˈla.e ˈdraɡne̯a]；1962年10月28日—），是一名羅馬尼亞工程师和政治家，2015年任罗马尼亚社会民主党（PSD）主席，此前曾在2009年博克内阁任行政和内政部长，2012年12月起任罗马尼亚第一副总理兼地区发展和行政部长。2015年5月涉及选举舞弊案辞职，2016年4月罗马尼亚最高法院判处他2年监禁，缓期执行。在2016年12月议会选举中，他当选众议院议长。

## 生平
德拉格内亚出生在特列奥尔曼县格拉蒂亚（Gratia），1981年高中毕业后，入读布加勒斯特理工学院。1987年毕业于交通学院。又前后在意大利内政部公共管理学院(1997)、布加勒斯特生态大学公共管理学院(2003年)和卡罗尔一世国防大学(2004)进修。
德拉格内亚的政治生涯始于1996年，他被选为图尔努默古雷莱（Turnu Măgurele）城市委员。1996年到2000年担任特列奥尔曼县县长，然后他加入社会民主党，赢得了2000年大选。2000年任特列奥尔曼县议会议长，2004年、2008年和2012年三次连任。2008年议会选举后，他被任命为PSD的协调员，负责维护内阁部长和党的领导层之间的联系。
2009年1月，德拉格内亚被任命为内政部长。他宣布他的首要任务是孩子在学校的安全，市民在街上的安全，分权和行政改革。12天后他辞职，理由是缺乏资源和资金来实现他的计划。2009年7月，他成为社民党秘书长，在2012年12月的议会选举中，以71.5%的选票当选议员。此后在维克托·蓬塔政府任第一副总理兼地区发展部长。2013年当选社民党执行总裁。在2014年12月内阁改组后他失去了副总理职务，但保留了区域发展部长的职务。2015年5月，他被控策划在2012年的总统弹劾投票中涉嫌选举舞弊，被判处一年的缓刑，由此辞去部长之职。7月，维克托·蓬塔辞去社民党主席，由德拉格内亚临时代理。10月，以65比18击败罗瓦娜·普伦布正式成为社民党主席。2016年4月，最高法院对他的上诉最终判决，其选举舞弊属实，1年监禁加为2年，缓期执行。在2016年12月的议会选举，社民党获胜，他也当选众议院议长。
德拉格内亚被披露在图尔努默古雷莱有八处土地（包括Azuga和Năvodari），一套公寓，两个住宅和度假屋、酒店、旅馆和两个商业场所。
他和妻子Bombonica在2015年离婚，两人有两个孩子。他信奉罗马尼亚东正教。